# 都司尚
都司 尚（つじ たかし、1957年8月26日 - ）は、日本の鉄道実業家、近鉄グループホールディングス株式会社代表取締役会長である。

## 来歴・人物
奈良県出身。1982年、京都大学大学院工学研究科修士課程を修了し、近畿日本鉄道（法人としては現在の近鉄グループホールディングス＝近鉄GHD）に入社した。
取締役常務執行役員を経て、2019年から近畿日本鉄道（事業会社）社長に就任。
三重交通社外取締役、歴史街道推進協議会理事MBSメディアホールディングス社外取締役なども務めている。
近鉄GHDは2023年6月の株主総会にて都司が小林哲也から引き継ぐ形で同社会長に就任することを発表した。後任の事業会社社長には三重交通グループホールディングスの社長である原恭（はら やすし）が就任する予定となっていた。しかし、同年4月に近畿日本ツーリスト（KNT）において新型コロナウイルスワクチン接種業務で過大請求をしていた不祥事が発生したのに伴い、人事案を変更。近鉄GHD社長に就任予定だった米田昭正がKNT親会社のKNT-CTホールディングス社長を継続するため、近鉄GHD会長の小林も会長職にとどまる一方、近鉄GHD社長には都司が就任する事となった。
2024年6月近鉄GHD代表取締役会長に就任。